# 小島祐希
小島 祐希（こじま ゆうき、1990年7月1日 - ）は、日本のフリーアナウンサー。現在の名義は「南 祐希」。JOYSTAFF所属。青森テレビの元アナウンサー。青森県八戸市出身。

## 人物
青森県八戸市出身。高校在学中に2007年度ミス日本準ミス日本に選ばれる。
その後お茶の水女子大学生活科学部を卒業し、2013年4月に青森テレビへ入社。同期は河村庸市。
身長166cm、血液型はA型。趣味は、ジャズダンス、ヨガ、ラーメン店巡り、映画鑑賞、絵本を読むこと。特技は、ジャズダンス、タイピング、マッサージ。
3歳より15年間クラシックバレエを習う。
大学ではジャズダンスサークルに所属。
2013年4月よりアナウンサー業務を行う。2015年4月より2年間、ニュースのメインキャスターの担当を経て、2017年3月に青森テレビを退職した。

## 過去の担当番組
- トコトン韓国
- ばんせん
- おしゃべりーの
- わっち!!（わっち!!ニュース（月曜〜水曜担当））
- ATVニュース
- じんじんcafé（2014年10月 - ）

## その他
- 第54回ミス日本コンテスト(総合司会)[3]